# Edgar Amanh
Edgar Stephanus Ragoenath Amanh (Saramacca, 15 november 1946) is een Surinaams diplomaat.

## Biografie
Edgar Amanh studeerde rechten aan de Anton de Kom Universiteit waarna hij in 1973 ging werken bij het ministerie van Openbare Werken en Verkeer. Eind 1975 werd Suriname onafhankelijk waarna Amanh in 1976 overstapte naar het nieuwe ministerie van Buitenlandse Zaken. In 1977 werd hij benoemd tot secretaris van de ambassade in Washington.
Zes jaar later keerde hij terug naar Suriname. In zijn vaderland werd hij onder andere directeur van het ministerie van Buitenlandse Zaken en adviseur van de premier.
In 2001 werd hij met succes door de regeringspartij VHP voorgedragen als opvolger van Evert Azimullah voor de post van ambassadeur in Nederland.
In januari 2006 speelde er een affaire rond de minister Amafo van Transport, Communicatie en Toerisme die op Schiphol gedwongen werd mee te werken aan een controle op het bezit van cocaïne. Twee maanden later gebeurde dit opnieuw waarbij in Paramaribo gedacht werd dat ze ook gevisiteerd was terwijl ze alleen door een poortje had hoeven lopen. Hierop riep minister Kraag-Keteldijk van Buitenlandse Zaken de ambassadeur terug naar Suriname. Toen Amanh zich hierop ziek meldde escaleerde de zaak waarna hij aan president Venetiaan liet weten dat hij zijn functie ter beschikking stelde.
Begin augustus 2006 werd bekend dat de voormalige minister van Binnenlandse Zaken Urmila Joella-Sewnundun waarschijnlijk de opvolgster van Amanh zou worden. Net als Amanh is zij kandidaat gesteld door de VHP. Begin december is zij in Paramaribo beëdigd en op 20 december overhandigde zij haar geloofsbrieven aan koningin Beatrix.